# Kinsey Institute for Research in Sex, Gender and Reproduction

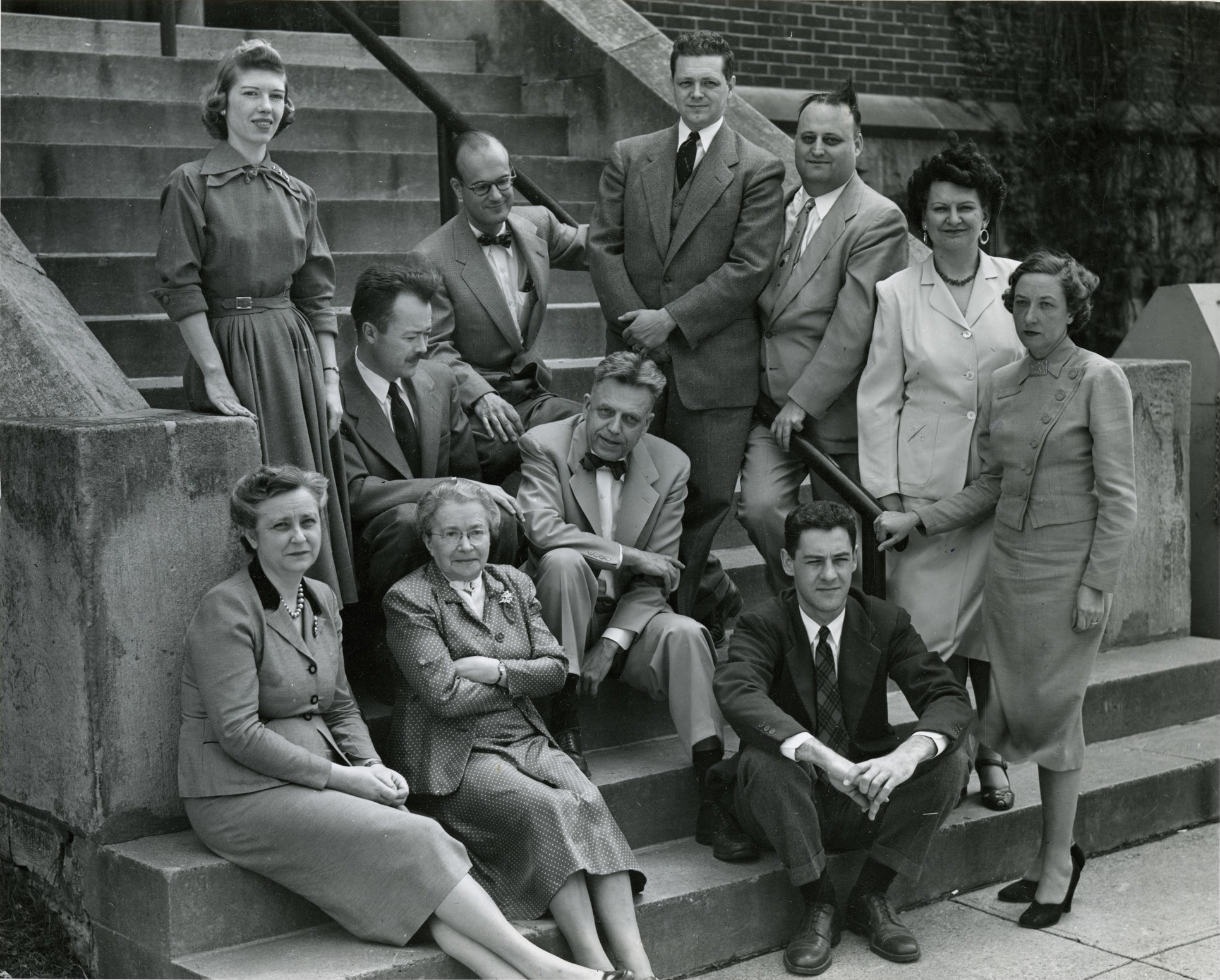
Membros do Institute for Sex Research, Universidade do Indiana, em Agosto de 1953. Primeira fila (esquerda para a direita): Cornelia V. Christenson; Mrs. Leser; Clyde E. Martin. Nos degraus (esquerda para a direita): Mrs. Brown; Paul H. Gebhard; William Dellenback; Alfred E. Kinsey; Wardell B. Pomeroy; Dr. Davis; Eleanor Roehr; Dorothy Collins.

O Kinsey Institute for Research in Sex, Gender and Reproduction, conhecido como o Instituto Kinsey existe "para promover pesquisa de interdisciplinariedade e escolaridade nos campos da sexualidade, gênero e reprodução humana".
O instituto foi fundado como Institute for Sex Research na Universidade de Indiana em 1947 pelo Dr. Alfred Kinsey.